# Pamela Hensley
Pamela Gail Hensley (3 d'octubre de 1950) és una actriu i autora nord-americana, nascuda a Glendale, Califòrnia. Els seus papers d'actuació notables inclouen la princesa Ardala a la sèrie de televisió de 1979–1981 Buck Rogers in the 25th Century i CJ Parsons a la sèrie de televisió de 1982–1985 Matt Houston. També va aparèixer a Rollerball i Doc Savage (tots dos de 1975) i Double Exposure (1982).

## Primers anys de vida
Hensley va néixer el 3 d'octubre de 1950 a Los Angeles. El seu pare era veterinari i la seva mare actriu.

## Carrera
Hensley va interpretar a Janet Blake durant l'última temporada de Marcus Welby, MD.:655 Això va ser seguit per un treball de mitja temporada com a investigador a Kingston: Confidential . :567-568
Va aparèixer en el paper de la princesa Ardala a la pel·lícula Buck Rogers in the 25th Century (originalment un pilot de televisió que es va estrenar a les sales) abans de repetir el seu paper diverses vegades a la sèrie posterior. Hensley també va interpretar a CJ Parsons durant els tres anys de la sèrie de detectius Matt Houston.

## Actuació
- Matt Houston com a CJ Parsons (69 episodis, 1982–1985)[2]
- The Love Boat (2 episodis, 1984)
- Hotel com Brooke Whitfield (1 episodi, 1984)
- Doble exposició[2] (1982) com Sgt. Fontaine
- Fantasy Island com a Linda Whitney (1 episodi, 1982)
- Rooster (1982) (TV) com Bunny Richter
- 240-Robert (1981) Sèrie de televisió com el diputat Sandy Harper (3 episodis / segona temporada, 1981)
- Condominium (1980) (TV) com Drusilla Byrne
- The Nude Bomb (1980) com a agent 36
- Buck Rogers al segle 25 com la princesa Ardala (funció pilot i 4 episodis, 1979–1980)
- The Rebels (1979) (TV) com Charlotte Waverly
- BJ and the Bear com a Holly Tremaine (1 episodi, 1979)
- Vega$ com a Valerie Kemmet (1 episodi, 1979)
- Sharks (1978) (TV) com Cynthia Grayland
- Switch com Sandra Summers (2 episodis, 1977)
- The Six Million Dollar Man (3 episodis, 1977)[2]
- Kingston: Confidencial com Beth Kelly (13 episodis, 1977)
- Kingston (1976) (TV) com Beth Kelly
- Marcus Welby, MD com a Janet Blake (Riley) / (24 episodis, 1975–1976)
- Rollerball[2] (1975) com a Mackie
- Doc Savage: The Man of Bronze[2] (1975) com a Mona
- Death Among Friends (1975) (TV) com Connie Benson
- The Rockford Files com Jennifer Ryburn (1 episodi, 1975)
- Els especialistes (1975) (TV)
- The Law (1974) (TV) com a Cindy Best
- Ironside (1 episodi, 1974)
- Lucas Tanner com a Dee Wiggins (1 episodi, 1974)
- McMillan & Wife com a Gwynneth Jerome (1 episodi, 1974)
- Owen Marshall: conseller en dret com a Miss Lathan (1 episodi, 1974)
- Toma (1 episodi, 1974)[2]
- Chase (1 episodi, 1974)
- Adam-12 com a infermera (1 episodi, 1974)
- Kojak: Death is Not a Passing Grade com Delta, (1974)
- Emergència! com a Wanda (1 episodi, 1974)
- Banacek com Mandy (1 episodi, 1974)[2]
- Sèrie de televisió The New Treasure Hunt (1973) com a model (1973–1974)[2]
- Griff com a June (episodi "Isolate and Destroy", 1973)
- Autoretrat (1973)
- Making It (1971) com a Bargirl
- There Was a Crooked Man... (1970) com a Edwina